# El hombre más fuerte del mundo (película)
El hombre más fuerte del mundo (en inglés, The Strongest Man in the World) es una película de comedia de ciencia ficción estadounidense de 1975 dirigida por Vincent McEveety, producida por Walt Disney Productions y protagonizada por Kurt Russell, Joe Flynn y Eve Arden. Es la segunda secuela de la película de 1969 Mi cerebro es electrónico, después de Now You See Him, Now You Don't (1972).
Flynn murió ahogado en julio de 1974 después de que terminara el rodaje principal y la película se estrenó seis meses después de su muerte.

## Argumento
Dean Higgins (Joe Flynn) de Medfield College está a punto de ser despedido por mala gestión financiera debido al gasto excesivo en la clase de ciencias del Prof. Quigley (William Schallert). Higgins descubre los altos costos de alquilar una vaca como sujeto de prueba; lo están alimentando con varios brebajes para hacerlo más gordo. Enfurecido, Higgins despide a Quigley y luego amenaza con expulsar a toda su clase de la universidad. Cuando el decano da un portazo al marcharse, el experimento químico de Dexter Riley (Kurt Russell) se mezcla con el de otro estudiante, la mezcla de cereales vitamínicos de Richard Schuyler (Michael McGreevey).
Cuando la vaca come parte del cereal en el que se ha filtrado la mezcla, los estudiantes aprenden que el cereal le dio a la vaca la capacidad de producir una gran cantidad de leche, más de 80 galones. Cuando Dexter se lo come a la mañana siguiente, gana superfuerza, al igual que el perro mascota de la casa de la fraternidad.
Dexter les muestra al decano y a Quigley su súper fuerza levantando a un niño obeso en una silla con la mano derecha y a Schuyler con la izquierda. Higgins aprovecha esto como una oportunidad para sacar a Medfield de su depresión financiera y evitar que la Junta de Regentes lo despida. Higgins lleva el cereal con fórmula a la junta de la compañía de cereales Crumply Crunch y demuestra sus efectos a la junta y a su presidenta, la tía Harriet Crumply (Eve Arden). Deciden publicitar los poderes del cereal con fórmula desafiando a Krinkle Krunch, una compañía de cereales rival dirigida por el Sr. Kirwood Krinkle (Phil Silvers), a una competencia entre su equipo de levantamiento de pesas patrocinado y el de Medfield para ver qué cereal puede dar. la otra mayor fuerza. Krinkle patrocina el State College bien financiado.
Krinkle tiene un topo llamado Harry (Dick Van Patten) en el interior que le cuenta al presidente de Krinkle sobre la fórmula. Al escuchar esto, contrata a AJ Arno (Cesar Romero) y algunos de sus matones, recién liberados de prisión, para robarlo. Entran, pero casi son atrapados antes de que puedan conseguirlo. Luego secuestran a Schuyler (ya que nadie sabe que el químico de Dexter era el ingrediente vital de la fórmula, en lugar de las vitaminas de Schuyler). Lo llevan a Chinatown donde usan la tortura china y el hipnotismo para obtener la fórmula. Luego lo hipnotizan para que regrese a casa y no cuente lo que le sucedió. Esto hace que accidentalmente robe un coche de policía, lo que lleva a una persecución en coche que lo lleva a la cárcel. Afortunadamente, sin el químico de Dexter agregado, la fórmula que Krinkle Krunch tiene en el cereal no da súper fuerza; cuando Krinkle lo intenta, termina rompiéndose la mano. Mientras regaña al topo por teléfono, el topo se da cuenta de que si no saben que la fórmula no funciona, entonces Medfield tampoco lo sabe y perderá la competencia de levantamiento de pesas.
El día de la competencia, Dexter se da cuenta de que fue su fórmula la que le dio al cereal súper fuerza; se dirige al laboratorio para conseguirlo, tomando el hermoso pero lento auto antiguo del Decano. Cuando finalmente llega allí, se enfrenta a Arno y 10 de sus matones. Al beber un poco de la fórmula, Dexter puede golpear a todos los hombres, luego usa a Harry para derribar a Arno y sus hombres como bolos. Él escucha en la radio que debe regresar al concurso en cuatro minutos o perderá el derecho. Agrega un poco de fórmula al tanque de combustible del automóvil, lo que lo hace correr a alta velocidad, perdiendo partes a medida que avanza. Llega a tiempo para competir último, pero el auto es un completo desastre, para horror del decano.
Medfield está perdiendo mucho, pero Dexter usa lo último de su súper fuerza para levantar el peso de 1,111 libras y ganarlo para Crumply Crunch y Medfield. Higgins y Quigley logran mantener sus trabajos, Arno es encarcelado una vez más y el intrigante Krinkle se rompe la mano nuevamente después de comer el cereal equivocado.

## Reparto
- Kurt Russell como Dexter Riley
- Joe Flynn como Dean Higgins
- Eve Arden como La tía Harriet Crumply
- César Romero como AJ Arno
- Phil Silvers como el Sr. Kirwood Krinkle
- Dick Van Patten como Harry
- Harold Gould como El regente Dietz
- Michael McGreevey como Richard Schuyler
- Richard Bakalyan como galleta
- William Schallert como Quigley
- Benson Fong como Ah Fong
- James Gregory como El jefe Blair
- Ann Marshall como Debbie
- Don Carter como Gilbert
- Christina Anderson como Cris
- Paul Linke como Peter "Porky" Peterson
- Jack David Walker como Slither Roth
- Melissa Caffey como Melissa
- John Debney como John
- Derrel Maury como Héctor
- Matthew Conway Dunn como Mateo
- Pat Fitzpatrick como Pat
- David R. Ellis como David
- Larry Franco como Larry
- Roy Roberts como El Sr.Roberts
- Fritz Feld como El tío Frederick
- Ronnie Schell como Árbitro
- Raymond Bailey como Regente Burns
- John Myhers como El Sr.Roscoe
- James Brodhead como El primo Edward
- Dick Patterson como El Sr. Secretario
- Irwin Charone como Irwin
- Roger Price como Roger
- Jack Bailey como Jack
- Larry Gelman como Larry
- Eric Brotherson como Eric
- Jonathan Daly como Locutor de televisión
- Kathleen Freeman como Oficial Hurley
- Iggie Wolfington como El Sr.Becker
- Ned Wertimer como El Sr.Parsons
- Milton Frome como El Sr.Lufkin
- Laurie Main como El Sr.Reedy
- Mary Treen como Mercedes
- Eddie Quillan como El Sr.Willoughby
- Jeff DeBenning como El Sr.Rogers
- Henry Slate como El Sr.Slate
- Byron Webster como El Sr. Webster
- Burt Mustin como El regente Appleby
- Arthur Space como Regente Shaw
- Bill Zuckert como Policía
- Larry J.Blake como Pete
- William Bakewell como Profesor
- Art Metrano como TV Color Man
- Peter Renaday como Reportero
- Lennie Weinrib como Entrenador estatal
- Danny Wells como Baterista
- James Beach como Hombre de la televisión

## Recepción
Vincent Canby de The New York Times la describió como "una comedia de Walt Disney basada en la vieja historia de la fórmula mágica que ha servido bien a la compañía en las buenas ('The Absent-Minded Professor') y en las malas ('Mi cerebro es electrónico'). La nueva película, que se estrenó ayer en los cines de la ciudad, no es tan divertida como la primera, pero mucho mejor que la segunda". Stuart Oldham de Variety comentó que "los estudiantes de Medfield College eliminan sin querer las leyes de la naturaleza con resultados inesperados y, a veces, divertidos".
En Metacritic, la película tiene una puntuación del 63% según las reseñas de 4 críticos, lo que indica "críticas generalmente favorables".